# Polytechnische Hochschule Hebron

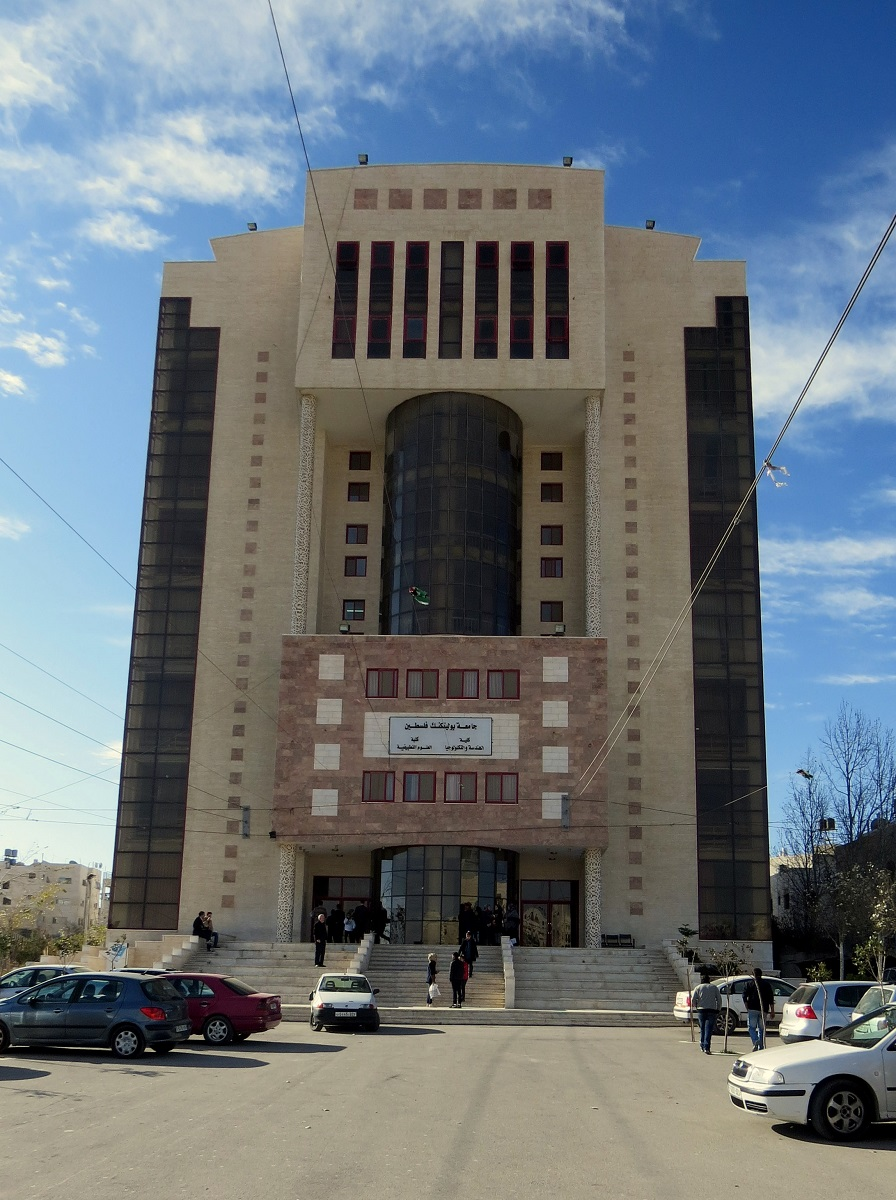

Die Polytechnische Hochschule Hebron (arabisch جامعة بوليتكنك فلسطين, DMG Ǧāmiʿat Būlītiknik Filasṭīn; PPU) ist eine Hochschule in Hebron, Palästina.
Die PPU wurde 1978 gegründet und bietet Studiengänge in technischen Fachrichtungen an (6 Master of Science, 28 Bachelor of Science, 26 Diplom). Bislang gab es über 16.200 Absolventen. Es gibt jährlich etwa 1.400 Einschreibungen. 
Der Präsident ist Imad Khatib.

## Liste der Colleges
- College of Engineering
- College of Administrative Sciences and Informatics
- College of Information Technology and Computer Engineering
- College of Applied Sciences
- College of Applied Professions
- College of Graduate Studies[9]

## Liste der Campusse
- Wadi al-haria
- Abu Romman
- Eian Sara[10]